# Нойштадт (Фогтланд)
Нойштадт (нем. Neustadt/Vogtl.) — община в Германии, в земле Саксония. Подчиняется земельной дирекции Кемниц. Входит в состав района Фогтланд.  Население составляет 1077 человек (на 31 декабря 2010 года). Занимает площадь 12,98 км².
Коммуна подразделяется на 5 сельских округов.

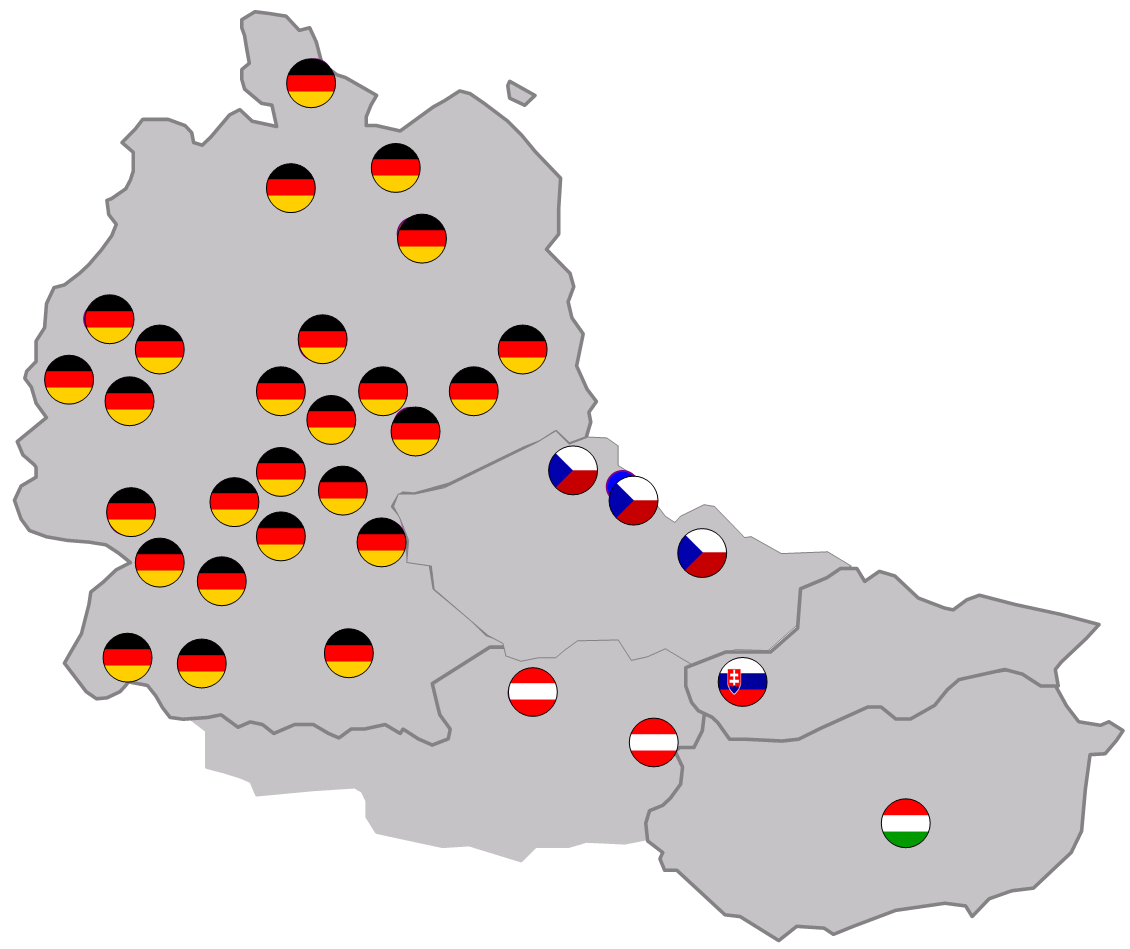
Нойштадт (Фогтланд)